# Lygdamus
Lygdamus ist ein nur unter diesem Pseudonym bekannter römischer Dichter (geboren nach eigenen Angaben 43 v. Chr.). Über die Person und wahre Identität des Lygdamus ist nichts Näheres bekannt. Sechs seiner Gedichte befinden sich im dritten Buch des „Corpus Tibullianum“, den Werken Tibulls. Der Gedichtzyklus dreht sich um die Liebe des Lygdamus zu einer gewissen Neaera. Die Gedichte wurden möglicherweise in das „Corpus Tibullianum“ aufgenommen, um so am Ruhm des Tibull partizipieren zu können.

## Textausgaben, Übersetzungen und Kommentare
- Tibull und seine Fortsetzer. Zweisprachige Gesamtausgabe. Lateinisch und deutsch. Mit Einleitung und Kommentar hrsg. und übers. von Dieter Flach. WBG, Darmstadt 2015.
- Fernando Navarro Antolín: Lygdamus. Corpus Tibullianum III. 1–6: Lygdami elegiarum liber. Leiden 1996. (Textausgabe mit Kommentar und englischer Übersetzung)
- Appendix Tibulliana. Hrsg. und kommentiert von Hermann Tränkle. (Texte und Kommentare, 16). Berlin 1990.
- Georg Luck (Hg.): Albii Tibulli aliorumque carmina. Stuttgart 1988. (Textausgabe)
- Tibull: Gedichte. Lateinisch und deutsch von Rudolf Helm, Berlin 1958.
- Tibvlli aliorvmqve carminvm libi tres. Hrsg. von John Percival Postgate. Editio altera, Oxford 1915.